# Öjaren, Småland
Öjaren är en sjö i Växjö kommun i Småland och ingår i Mörrumsåns huvudavrinningsområde. Sjön är 3 meter djup, har en yta på 1,2 kvadratkilometer och befinner sig 169 meter över havet. Sjön avvattnas av vattendraget Mörrumsån (Åbyån). Vid provfiske har bland annat abborre, braxen, gers och gädda fångats i sjön.

## Delavrinningsområde
Öjaren ingår i det delavrinningsområde (633222-144233) som SMHI kallar för Utloppet av Öjaren. Medelhöjden är 202 meter över havet och ytan är 29,27 kvadratkilometer. Räknas de 28 avrinningsområdena uppströms in blir den ackumulerade arean 633,57 kvadratkilometer. Avrinningsområdets utflöde Mörrumsån (Åbyån) mynnar i havet. Avrinningsområdet består mestadels av skog (70 %) och jordbruk (13 %). Avrinningsområdet har 2,43 kvadratkilometer vattenytor vilket ger det en sjöprocent på 8,3 %.

## Fisk
Vid provfiske har följande fisk fångats i sjön:
- Abborre
- Braxen
- Gärs
- Gädda
- Lake
- Mört
- Siklöja